# Chemin de fer Tanzanie-Zambie

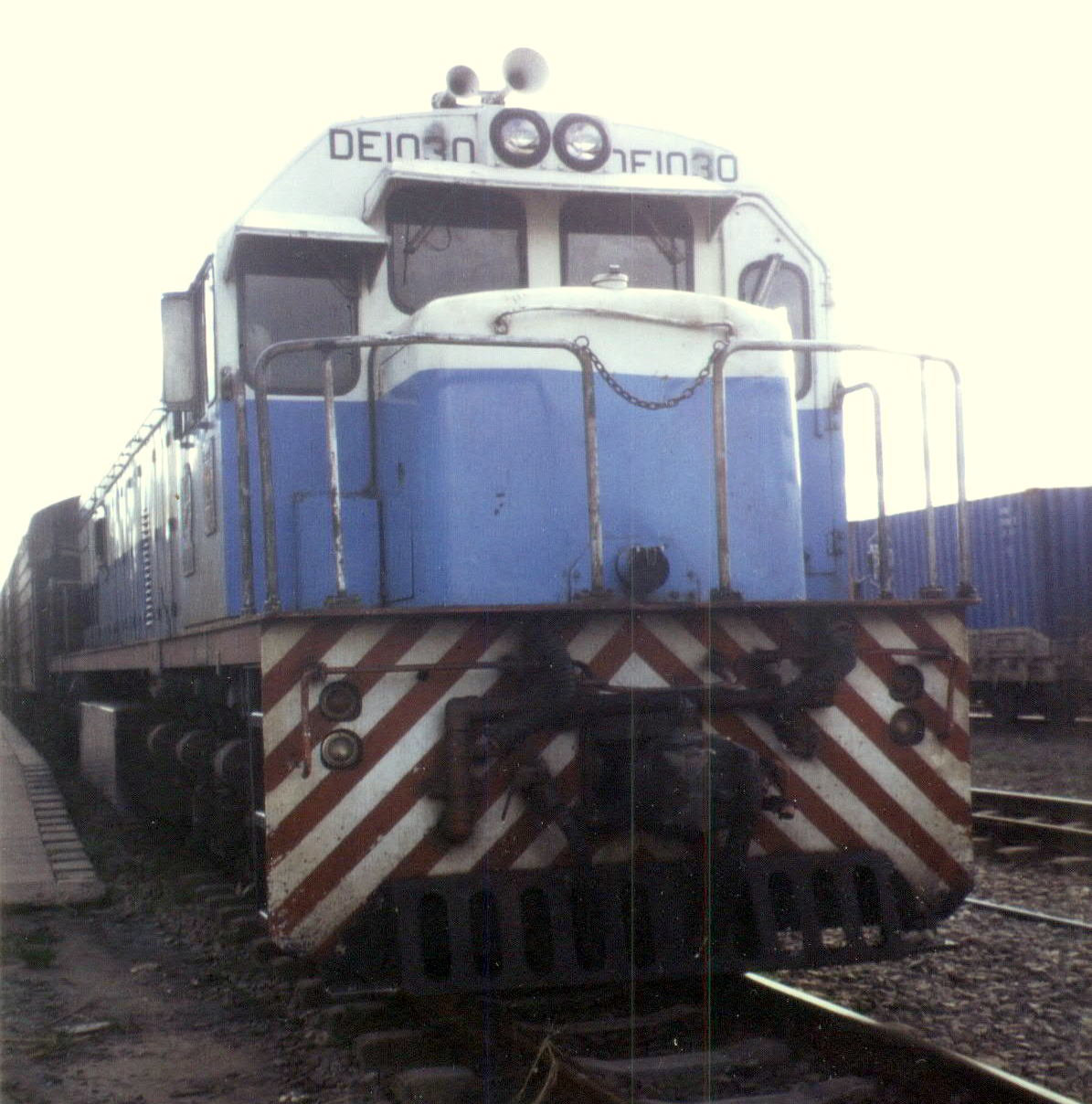
Une locomotive appartenant à la TAZARA.

Le chemin de fer Tanzanie-Zambie, TAZARA railroad en anglais (aussi appelé Uhuru Railway, d"après le mot Swahili pour liberté, et Tanzam Railway) a été construit dans les années 1970 par la Tanzania-Zambia Railway Authority ('TAZARA') afin de désenclaver la Zambie un pays sans accès à la mer et de créer une alternative au chemin de fer passant par la Rhodésie du Sud et l'Afrique du Sud, deux pays alors soumis à un régime d'apartheid et de ce fait boycottés par la plupart des pays indépendants d'Afrique.

## Construction
Le chemin de fer fut en partie financé et construit par la république populaire de Chine qui cherchait à cette époque à propager son influence en Afrique. La construction débuta en 1970 et la ligne fut ouverte au trafic six ans plus tard. Les travaux ont mobilisé 50 000 ouvriers chinois et 60 000 africains, dont au moins 65 meurent victimes du paludisme et un nombre inconnu d'accidents du travail.
La Chine ouvre des lignes spéciales de transport maritime pour acheminer travailleurs et matériels. Plus d'un million de tonnes de matériel partent ainsi du port de Canton. Les autorités chinoises mettent en place un service postal spécial pour les lettres envoyées par les ouvriers à leurs familles. 
La ligne part du port tanzanien de Dar es Salam, prend une direction Sud-Ouest traversant tout le Sud de la Tanzanie. Cette région était lors de la construction pratiquement inhabitée. Il y a eu ensuite un important développement industriel à la suite de la construction de l'usine hydroélectrique de Kidatu et d'une papeterie à Rufiji. La ligne traverse ensuite la frontière et rejoint le chemin de fer zambien à Kapiri Mposhi. Sa longueur totale est de 1 860 km et l'altitude au point d'arrivée est de 1 400 m. 
Le coût total de l'opération s'éleva à 500 millions de dollars (ce qui représenterait aujourd’hui plus de 3 milliards d'euros) faisant de cette ligne le projet d'aide au développement étranger le plus coûteux jamais entrepris par la Chine. En outre, la Chine accorde 980 millions de yuans (aujourd'hui 2,4 milliards d'euros) de prêts sans intérêts à la Tanzanie et à la Zambie.

## Interconnexion
L'écartement des rails est de 1 067 mm, de façon à correspondre à celui des chemins de fer zambiens. Ceux-ci étant connectés au réseau de chemins de fer du Zimbabwe et de l'Afrique-du-Sud, le TAZARA constitue un point d'accès en direction du réseau des chemins de fer de l'Afrique australe. Il y a une rupture de charge entre la ligne et celle de la Tanzania Railways Corporation (1 000 mm) à Dar es Salaam. Une station de transbordement est en construction à Kidatu.
La possibilité d'une extension en direction des grands lacs incluant une connexion avec le Burundi et le Rwanda, souhaitée dès 1998, est engagée en 2017.

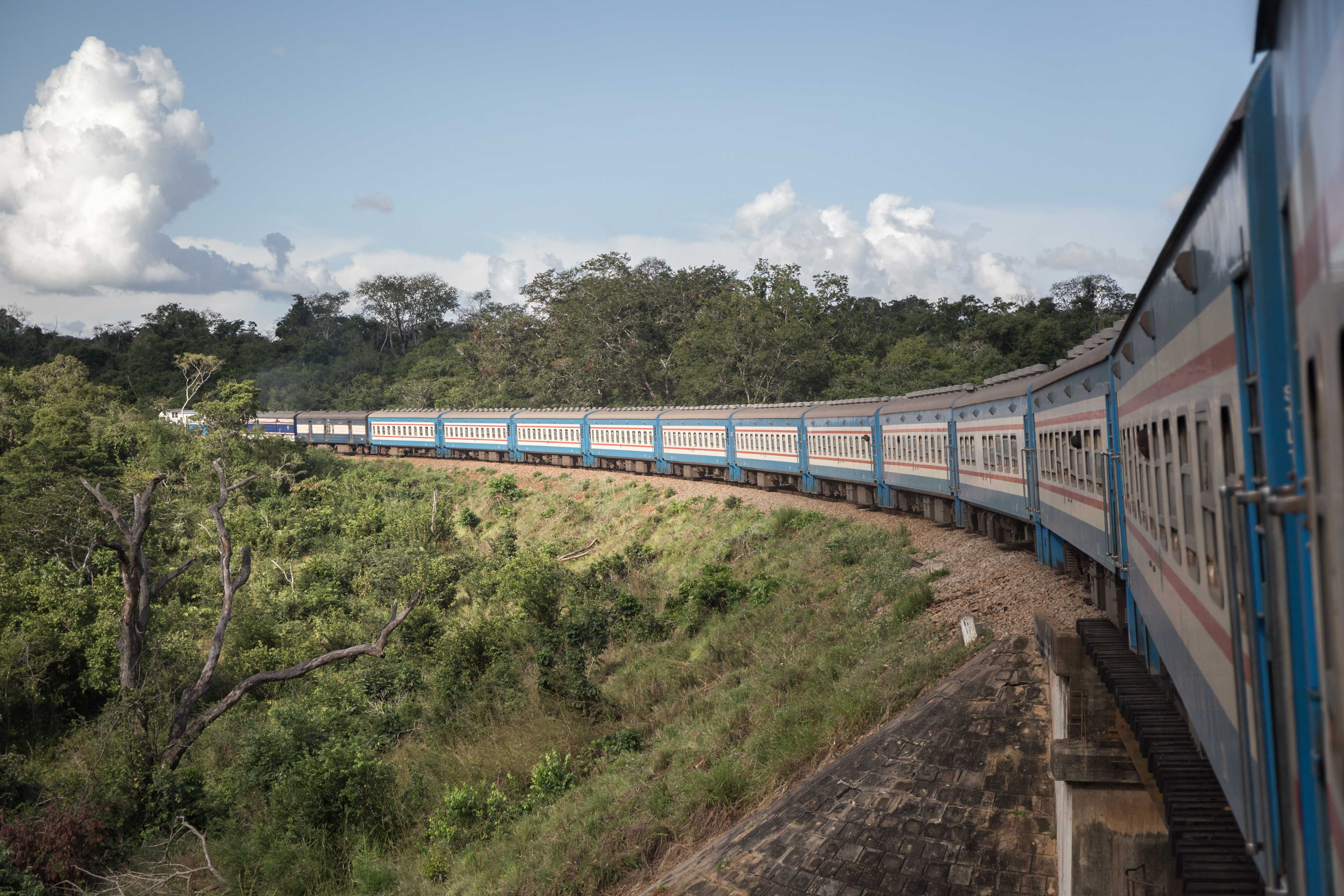
Entre Lusaka et Dar es Salam.

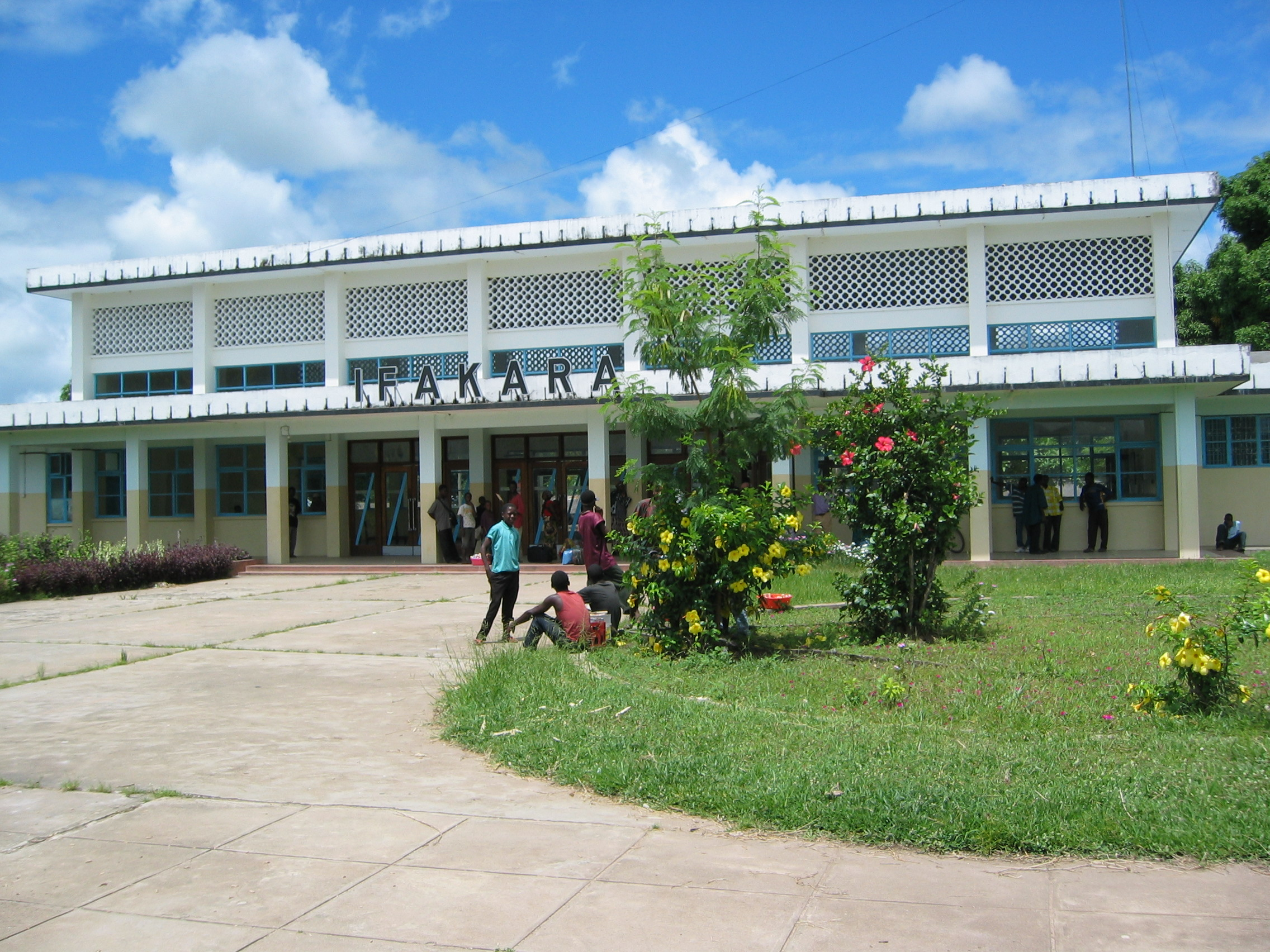
Gare à Ifakara

## Villes desservies
- Kapiri Mposhi, interconnexion avec le réseau zambien
- Serenje
- Mpika
- Kasama
- Tunduma
- Mbeya
- Mlimba
- Ifakara
- Kidatu
- Dar es Salam

## Géostratégie
Construite pour fournir une voie stratégique jusqu'à la mer à la Zambie et afin de renforcer l'alliance entre les pays décolonisés et la Chine et de réduire l'influence économique de l'Afrique du Sud sur l'Afrique australe la TAZARA n'a jamais été rentable et est désormais en compétition directe avec les infrastructures routières telles la Transcaprivi Highway. De plus, depuis la fin de l'apartheid, la Zambie a réorienté ces liens économiques vers l'Afrique du Sud,.
Ironie du sort, la TAZARA a par ailleurs constitué l'un des derniers chainons manquants du grand projet colonial de chemin de fer Le Cap – Le Caire voulu par Cecil Rhodes.

## Perspectives futures
En 2005, les gouvernements de Tanzanie et de Zambie se sont mis d'accord pour privatiser cette ligne en raison de l'importante baisse de trafic observée de 1,2 million de tonnes en 1990 à 630 000 tonnes en 2003 et des investissements nécessaires pour réparer les locomotives (25 millions de dollars). La méthode de privatisation n'a pas été déterminée, mais il a été décidé de donner la priorité aux investisseurs chinois en raison de l'implication historique de ce pays dans cette ligne de chemin de fer.
Plus de quarante ans après la fin des travaux, en dépit du passage du temps et du manque d'investissement dans l'entretien, la solidité des infrastructures continue de susciter l'admiration;